# لامونت (كاليفورنيا)
لامونت (بالإنجليزية: Lamont CDP, California)‏ هي منطقة سكنية تقع بولاية كاليفورنيا في الولايات المتحدة. تبلغ مساحتها 11.980 كم2، وترتفع عن سطح البحر 123 م، بلغ عدد سكانها 15,120 نسمة في عام 2010 حسب إحصاء مكتب تعداد الولايات المتحدة وتصل الكثافة السكانية فيها 1,262.1 نسمة لكل كيلومتر مربع (3,268.8/ميل2).

## التركيبة السكانية
حدّد مكتب تعداد الولايات المتحدة بيانات التركيبة السكانية للامونت في تعداد الولايات المتحدة. في ما يلي، التركيبة السكانية حسب تعدادي 2000 و2010.

### تعداد عام 2000
بلغ عدد سكان لامونت 13,296 نسمة بحسب تعداد عام 2000، وبلغ عدد الأسر 3,114 أسرة وعدد العائلات 2,690 عائلة مقيمة في المنطقة السكنية. في حين سجلت الكثافة السكانية 1,109.8 نسمة لكل كيلومتر مربع (2,874.4/ميل2). وبلغ عدد الوحدات السكنية 3,277 وحدة بمتوسط كثافة قدره 273.5 لكل كيلومتر مربع (708.4/ميل2).
وتوزع التركيب العرقي للمنطقة السكنية بنسبة 44.50% من البيض و2.79% من الأمريكيين الأفارقة و1.53% من الأمريكيين الأصليين و1.04% من الأمريكيين ذوي الأصول الآسيوية و0.08% من سكان جزر المحيط الهادئ و46.12% من الأعراق الأخرى و3.93% من عرقين مختلطين أو أكثر و88.85% من الهسبانيون أو اللاتينيون من أي عرق.
بلغ عدد الأسر 3,114 أسرة كانت نسبة 66.6% منها لديها أطفال تحت سن الثامنة عشر تعيش معهم، وبلغت نسبة الأزواج القاطنين مع بعضهم البعض 58.8% من أصل المجموع الكلي للأسر، ونسبة 18.7% من الأسر كان لديها معيلات من الإناث دون وجود شريك، بينما كانت نسبة 9% من الأسر لديها معيلون من الذكور دون وجود شريكة وكانت نسبة 13.6% من غير العائلات. تألفت نسبة 9.8% من أصل جميع الأسر من عدة أفراد يعيشون في نفس المنزل ونسبة 4.5% كانت تتألف من شخص يعيش بمفرده يبلغ من العمر 65 عاماً أو أكثر. وبلغ متوسط حجم الأسرة المعيشية 4.27، أما متوسط حجم العائلات فبلغ 4.41.
بلغ العمر الوسطي للسكان 24.1 عاماً. وكانت نسبة 38.6% من القاطنين تحت سن الثامنة عشر، وكانت نسبة 12.9% بين الثامنة عشر والرابعة والعشرين عاماً، ونسبة 29.2% كانت واقعةً في الفئة العمرية ما بين الخامسة والعشرين والرابعة والأربعين عاماً، ونسبة 13.7% كانت ما بين الخامسة والأربعين والرابعة والستين، ونسبة 5.5% كانت ضمن فئة الخامسة والستين عاماً فما فوق. يوجد لكل 100 أنثى 108.4 ذكر، ويوجد لكل 100 أنثى في الثامنة عشر من عمرها فما فوق 111.2 ذكر.
بلغ متوسط دخل الأسرة في المنطقة السكنية 25,578 دولارًا، أما متوسط دخل العائلة فبلغ 25,518 دولارًا. وكان متوسط دخل الذكور 17,367 دولارًا مقابل 14,527 دولارًا للإناث. وسجل دخل الفرد الخاص بالمنطقة السكنية 7,915 دولارًا. وكانت نسبة 29.7% من العائلات ونسبة 31.7% من السكان تحت خط الفقر، وكان من هؤلاء نسبة 38.1% تحت سن الثامنة عشر ونسبة 17% في الخامسة والستين من العمر وما فوق.

### تعداد عام 2010
بلغ عدد سكان لامونت 15,120 نسمة بحسب تعداد عام 2010، وبلغ عدد الأسر 3,405 أسرة وعدد العائلات 2,959 عائلة مقيمة في المنطقة السكنية. في حين سجلت الكثافة السكانية 1,262.1 نسمة لكل كيلومتر مربع (3,268.8/ميل2). وبلغ عدد الوحدات السكنية 3,598 وحدة بمتوسط كثافة قدره 300.3 لكل كيلومتر مربع (777.8/ميل2).
وتوزع التركيب العرقي للمنطقة السكنية بنسبة 44.16% من البيض و0.86% من الأمريكيين الأفارقة و1.52% من الأمريكيين الأصليين و0.48% من الأمريكيين ذوي الأصول الآسيوية و0.06% من سكان جزر المحيط الهادئ و48.62% من الأعراق الأخرى و4.31% من عرقين مختلطين أو أكثر و94.53% من الهسبانيون أو اللاتينيون من أي عرق.
بلغ عدد الأسر 3,405 أسرة كانت نسبة 66.1% منها لديها أطفال تحت سن الثامنة عشر تعيش معهم، وبلغت نسبة الأزواج القاطنين مع بعضهم البعض 53% من أصل المجموع الكلي للأسر، ونسبة 21.7% من الأسر كان لديها معيلات من الإناث دون وجود شريك، بينما كانت نسبة 12.1% من الأسر لديها معيلون من الذكور دون وجود شريكة وكانت نسبة 13.1% من غير العائلات. تألفت نسبة 7.9% من أصل جميع الأسر من عدة أفراد يعيشون في نفس المنزل ونسبة 3.6% كانت تتألف من شخص يعيش بمفرده يبلغ من العمر 65 عاماً أو أكثر. وبلغ متوسط حجم الأسرة المعيشية 4.44، أما متوسط حجم العائلات فبلغ 4.46.
بلغ العمر الوسطي للسكان 24.7 عاماً. وكانت نسبة 35.8% من القاطنين تحت سن الثامنة عشر، وكانت نسبة 14.9% بين الثامنة عشر والرابعة والعشرين عاماً، ونسبة 27.7% كانت واقعةً في الفئة العمرية ما بين الخامسة والعشرين والرابعة والأربعين عاماً، ونسبة 16.2% كانت ما بين الخامسة والأربعين والرابعة والستين، ونسبة 5.4% كانت ضمن فئة الخامسة والستين عاماً فما فوق. وتوزع التركيب الجنسي للسكان بنسبة 52.8% ذكور و47.2% إناث.